# Ga Gongju
Ga Gongju (Tiếng Hàn: 공주역, Hanja: 公州驛) là ga trên Đường sắt cao tốc Honam của Hàn Quốc.

## Bố trí ga
| ↑ Osong |
| \| １   |
| Iksan ↓ |

| １ | Đường sắt cao tốc Honam                | · | → Hướng đi Iksan · GwangjuSongjeong · Mokpo → |
| １ | Tuyến Jeolla                           | · | → Hướng đi Jeonju · Suncheon · Yeosu–EXPO →   |
| ２ | Đường sắt cao tốc Honam · Tuyến Jeolla | · | ← Hướng đi Cheonan–Asan · Yongsan · Suseo     |